# Habsburgske Arvelande
De Habsburgske Arvelande (tysk: Habsburgische Erblande) er en betegnelse for de territorier, hvor Huset Habsburg var arvelige fyrster, og som havde været i dynastiets besiddelse gennem længere tid. De blev samlede af Ferdinand I, der var tysk-romersk kejser 1556-1564.
I 1521 blev Ferdinand ærkehertug i Niederösterreich og Oberösterreich. Han overtog samtidigt regeringen i Steiermark, Kärnten og Krain (Slovenien). Senere blev han også herre i Tyrol og i dele af Schwaben. I 1526 blev han konge af Bøhmen og Ungarn.
Efter Ferdinands død i 1564 omfattede de habsburgske arvelande varierende dele af Centraleuropa. Desuden har Belgien og Luxembourg samt dele af Italien i perioder hørt med til arvelandene.
Ved den pragmatiske sanktion i 1713 blev der indført kvindelig tronfølge. Ved afslutningen af den østrigske arvefølgekrig i 1748 opnåede den pragmatiske sanktion folkeretlig anerkendelse.
I 1804 skiftede arvelandene navn til Kejserriget Østrig. Fra 1867 til 1918 var området kendt som Østrig-Ungarn.